# Paros Jet
Il Paros Jet è un traghetto appartenente alla compagnia di navigazione greca SeaJets.

## Servizio
Varato il 3 febbraio 1995 nei cantieri navali INMA di La Spezia con il nome di Corsica Express II e consegnato il 1º luglio 1996 alla Corsica Ferries - Sardinia Ferries, prende servizio nello stesso mese nei collegamenti tra Nizza, Calvi e Bastia.
Nel 1997 viene ribattezzato Corsica Express Seconda e, trasferito sotto la bandiera italiana, viene trasferito nei collegamenti tra Genova e Bastia. Nel 1998, con lo spostamento della sede dell'armamento da Genova a Vado Ligure, lo scalo italiano viene di conseguenza trasferito. Negli anni successivi, viene saltuariamente impiegato anche nei collegamenti tra Livorno, Golfo Aranci, Piombino e Civitavecchia e tra Livorno e Bastia.

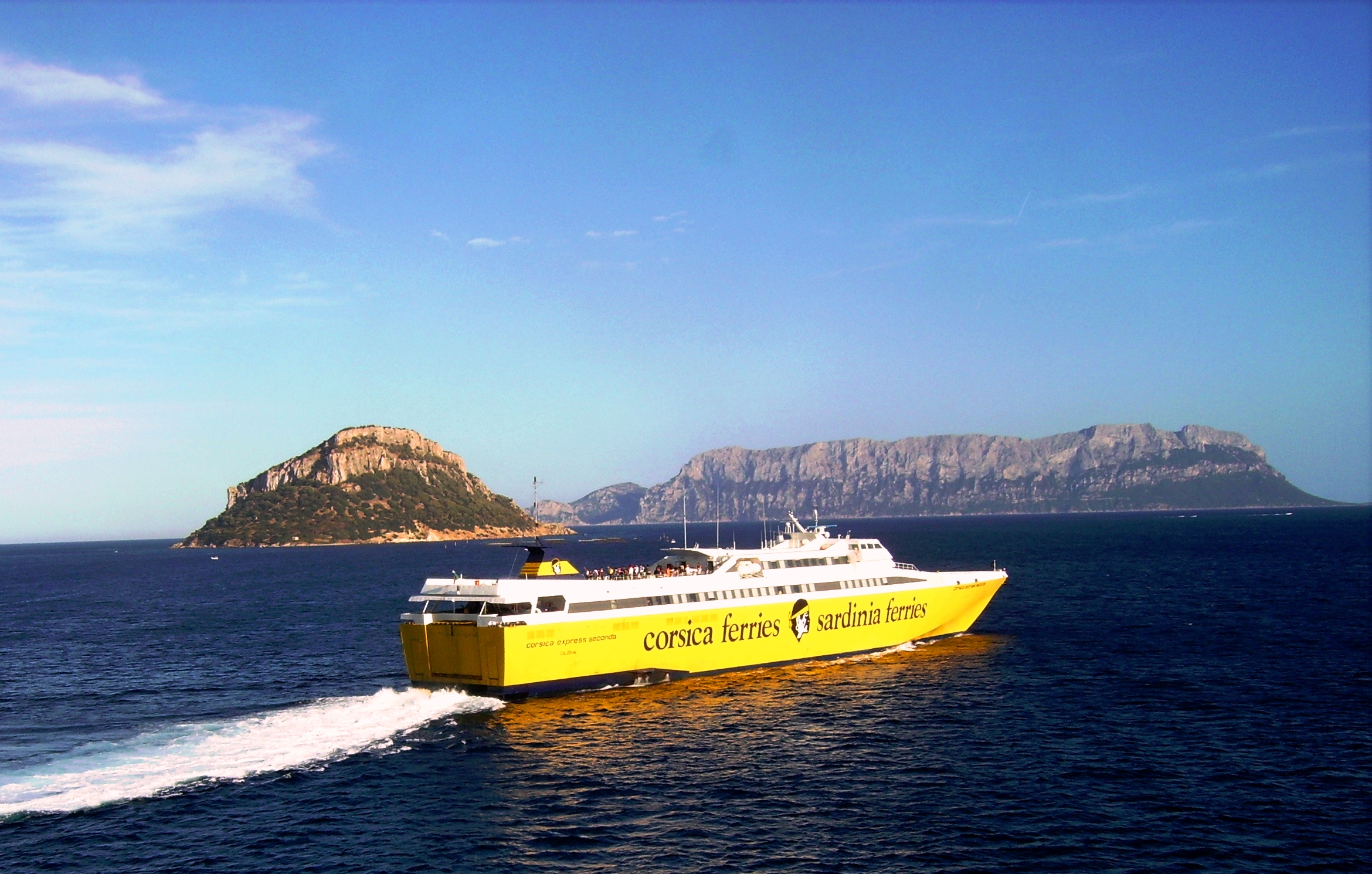
Il Corsica Express Seconda in navigazione verso Olbia nel 2006.

Nel 2010 viene disarmato a Vado Ligure insieme ai gemelli Sardinia Express e Corsica Express Three.
Nell'estate del 2012, con la riapertura dopo 14 anni dell'Elba Ferries, torna in servizio nei collegamenti tra Piombino e Portoferraio.

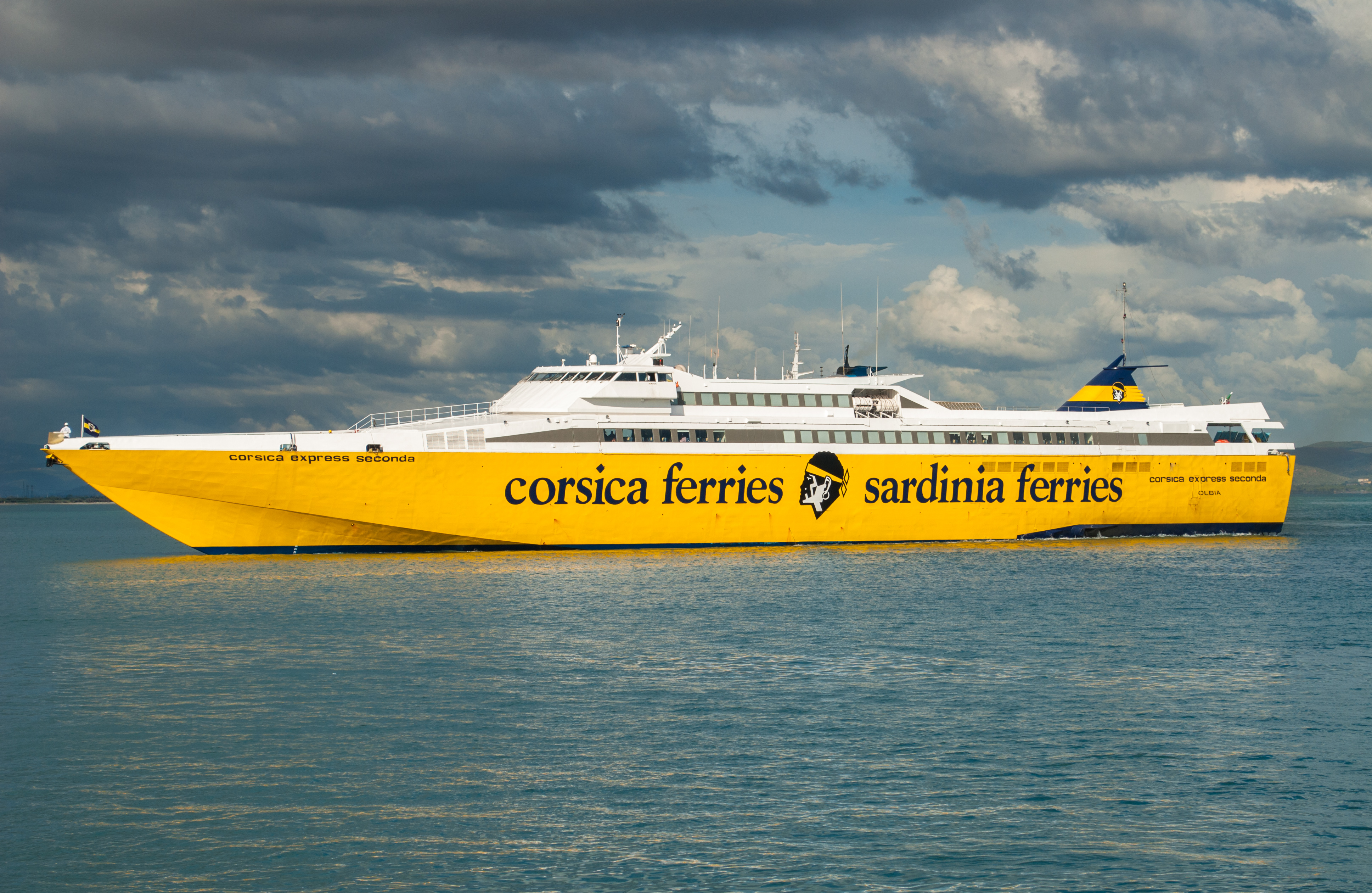
Il Corsica Express Seconda in arrivo a Piombino nel 2012.

Nell'estate del 2013 opera nei collegamenti tra Piombino, Portoferraio e Bastia.
Al termine della stagione estiva viene disarmato a Vado Ligure e messo in vendita, venendo sostituito sulla propria rotta dal Corsica Express Three.
Nel maggio del 2015 viene venduto alla greca SeaJets e, ribattezzato Paros Jet, prende servizio nei collegamenti tra Rafina, Nasso, Mykonos e Tino.
Il 31 agosto 2018 viene noleggiato alla Anek Lines ed impiegato per tutto il mese di settembre nei collegamenti tra Il Pireo ed Heraklion in sostituzione dell'El. Venizelos, fermo per le riparazioni in seguito allo scoppio di un incendio a bordo.
Al termine della stagione estiva 2021 viene disarmato nel cantiere navale Salamis Shipyard di Salamina, dove si trova tutt'oggi.

## Navi gemelle
- Corsica Express Three
- Bellone (ex Sardinia Express)